# Gioan Baotixita Dương Hiểu Đình
Gioan Baotixita Dương Hiểu Đình (tiếng Trung: 楊曉亭, John Baptist Yang Xiao-ting; sinh 1964) là Giám mục người Trung Quốc của Giáo hội Công giáo Rôma. Ông hiện đảm trách nhiệm vụ Giám mục chính tòa Giáo phận Diên An.

## Tiểu sử
Giám mục Dương sinh ngày 9 tháng 4 năm 1964, người Thiểm Tây, Trung Quốc. Từ năm 1984 đến 1989, ông theo tu học tại Chủng viện Chu Chí. Sau đó, ông cũng theo học ngành Xã hội học tại Đại học Thiểm Tây. Ngày 28 tháng 8 năm 1991, ông được thụ phong linh mục.
Năm 1993, ông sang Rôma (Ý) theo học ngành Tiến sĩ Thần học tại Đại học Giáo hoàng Urbaniana (tiếng Latinh: Pontificia Universitas Urbaniana), tốt nghiệp tại đây năm 1999. Ông là linh mục người Trung Quốc đầu tiên sau sau cải cách được phép xuất ngoại du học và có bằng Tiến sĩ. Năm 2000, ông sang Mỹ du học ngành Tôn giáo - Xã hội học tại Đại học Công giáo Hoa Kỳ (Catholic University of America) tại Washington, D.C. và tốt nghiệp Thạc sĩ năm 2002. Về nước, ông làm giáo sư tại Học viện Thần học tỉnh Thiểm Tây. Ông cũng là một thành viên Hội đồng Quản trị của Viện nghiên cứu Cơ đốc giáo và Văn hóa Bắc Kinh (Beijing Institute for the Study of Christianity and Culture - BISCC).
Giữa năm 2010, Tòa Thánh Vatican công bố quyết định bổ nhiệm linh mục Gioan Baotixta Dương Hiểu Đình làm Giám mục Phó Giáo phận Diên An. Chính quyền Trung Quốc cũng chấp thuận việc bổ nhiệm này. Lễ tấn phong giám mục của ông được cử hành vào ngày 15 tháng 7 năm 2010. Khẩu hiệu giám mục của ông là Deus caritas est (Thiên Chúa là tình yêu).
Ngày 25 tháng 3 năm 2011, Tòa Thánh phê chuẩn đơn từ nhiệm của Giám mục Diên An là Phanxicô Đồng Huy. Ông chính thức kế nhiệm chức vị Giám mục chính tòa.